# Hori III.
Hori III. war der Vizekönig von Kusch unter Ramses III. bis Ramses V.
Er war der Nachfolger seines Vaters Hori II. (Sohn des Kama), der das Amt seit dem sechsten Jahr von Siptah innehatte. Die Amtslänge von Hori III. ist ungewiss, wahrscheinlich diente er Mitte oder Ende der Regierungszeit von Ramses III., unter Ramses IV. und unter Ramses V. Abgelöst wurde er unter Ramses VI. durch Siese.
Seine Familie stammt aus Bubastis, wo Hori III. nach seinem Tod bestattet wurde. Von ihm stammt eine große Stele aus der Stadt Buhen, die ein Verwaltungszentrum des Vizekönigs war. Von ihm wurden auch mehrere Graffiti-Inschriften im dortigen Südtempel und Felsinschriften in Naga-Abidis gefunden. Zudem fanden sich einige Graffiti-Zeilen in Assuan, die den Namen von Hori III. zusammen mit dem von Ramses III. nennen.